# ويليام فرازير (لاعب اتحاد الرغبي)
ويليام فرازير (بالإنجليزية: William Fraser)‏ هو لاعب اتحاد الرغبي بريطاني، ولد في 29 أكتوبر 1989 في واتفورد في المملكة المتحدة.